# Cormeilles-en-Vexin
Cormeilles-en-Vexin är en kommun i departementet Val-d'Oise i regionen Île-de-France i norra Frankrike. Kommunen ligger i kantonen Marines som tillhör arrondissementet Pontoise. År 2022 hade Cormeilles-en-Vexin 1 294 invånare.

## Befolkningsutveckling
Antalet invånare i kommunen Cormeilles-en-Vexin
| Referens: INSEE |